# Möðruvallabók

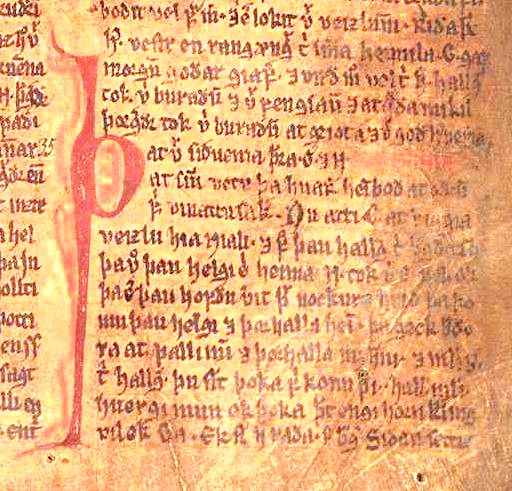
Página del manuscrito islandés Möðruvallabók

Möðruvallabók (también conocido como Codex Möðruvallensis y manuscrito AM 132 fol) es un manuscrito islandés fechado a mediados del siglo XIV, escrito sobre vitela y es un compendio de sagas islandesas en el mismo orden que se cita a continuación:
- Saga de Njál
- Saga de Egil Skallagrímson
- Saga de Finnboga ramma
- Saga de Kormák
- Saga de Víga-Glúms
- Saga Droplaugarsona
- Ölkofra þáttr
- Hallfreðar þáttr vandræðaskálds
- Saga de Laxdœla
- Bolla þáttr Bollasonar
- Saga de los Fóstbrœðra

Muchas de estas sagas se han conservado como fragmentos parciales en distintas fuentes, pero la totalidad de su contenido solo en Möðruvallabók, que contiene el más grande repertorio de sagas islandesas de la Edad Media. La obra llegó a Dinamarca en 1684 e incorporada a la colección del Instituto Arnamagnæan. En 1974 fue devuelto a Islandia tras la división de la colección en secciones danesas e islandesas. 